# Goniothalamus tavoyensis
Goniothalamus tavoyensis este o specie de plante din genul Goniothalamus, familia Annonaceae, descrisă de Chatterjee. Conform Catalogue of Life specia Goniothalamus tavoyensis nu are subspecii cunoscute.